# 乐都区
乐都区（藏語：གྲོ་ཚང，威利转写：gro tshang）是中国青海省海东市下属的一个市辖区。是海东市政府所在地，海东市中心城区。与之接壤的县市有：东北边甘肃省，东南边民和回族土族自治县，西北边互助土族自治县，南边化隆回族自治县，西边平安区。面积2821平方公里，总人口約25万人。区人民政府驻碾伯镇。古称湟水县。

## 历史
乐都区历史悠久，有深厚的文化渊源。根据新石器时代的文化遗存证明，距今4000多年以前，先民们就在这块沃土上繁衍生息。秦汉以前，乐都属羌戎之地，汉武帝元鼎六年（公元前111年），汉军进入湟水流域，乐都地区归入汉朝版图。汉宣帝神爵二年（前60年）设破羌县，属金城郡。十六国时南凉国建立，定都乐都。北魏孝昌二年（526年），改乐都郡为鄯州，移西都县于乐都。隋文帝开皇十八年（598年），改西都县为湟水县，隶属鄯州（沿今乐都）。唐高宗仪凤二年（677年），设鄯州都督府，督领鄯、河、兰、廓四州的军政事务。开元二年（714年），唐置陇右节度使于鄯州，管辖陇右12州，使乐都成为西北地区的政治、经济中心。宋时称邈川、湟州、乐州。元时，乐都属西宁州。明代先后设碾北卫、西宁卫碾伯右千户所，清雍正三年改为碾伯县。民国十八年（1929年）青海建省，改碾伯县为乐都县，隶属青海省，中华人民共和国成立后仍称乐都县。
2013年2月，海东地区撤地设市，乐都撤县设区，成为海东市的市区。

## 人口
根據第七次人口普查數據，截至2020年11月1日零時，樂都區常住人口為240949人。

## 地理
乐都境内山峦层迭，沟壑纵横，湟水河自西向东流径全境。以湟水为界，北部和南部分属祁连山地槽褶皱系之间隆起带和拉脊山地向斜褶皱带两个构成单位，由西部大峡隆起与东部老鸦峡形成乐都盆地。总的地势由西向东倾斜，西高东低，呈阶梯分布，海拔在1850米一4480米之间。全县自然区为典型的青藏高原与黄土高原的过渡地带，分为四种类型：海拔3000米至雪线(3700米)以下为石山森林草原区，沟谷深切，山体陡峭；海拔2800—3000米之间为脑山农耕区，地形低缓、浑圆、波状起伏，冲沟切断不深；海拔2000—2800米之间为浅山黄土丘陵区，沟壑纵横，沟深坡大，水土流失严重，植被稀疏；海拔1850—2000米之间为川水河谷盆地，地势平坦，土质肥沃，是主要农耕区。
乐都区由于地处青藏高原边缘，深居内陆，半年受夏季的印度洋季风影响，半年受冬西风环流影响，形成夏季不热，四季不分明，干旱多风的大陆性气候，年平均温度为6.9℃，7月气温最高，平均为18.6℃；1月最低，平均为-7.2℃；平均气温年较差为25.8℃。近30年来，年极端最高气温38.4 (2000年7月24日)；极端最低气温为-21.7℃(1975年12月13日)。年均日照时数为2664.6小时，区内降雨少而集中，分布不均，年均降雨量为329.6毫米，年均蒸发量1613.8毫米，为降雨量的4.9倍多，无霜期217天。

## 行政区划
乐都区下辖7个镇、9个乡、3个民族乡：
碾伯街道、岗沟街道、雨润镇、寿乐镇、高庙镇、洪水镇、高店镇、瞿昙镇、共和乡、中岭乡、李家乡、下营藏族乡、芦花乡、马营乡、马厂乡、蒲台乡、中坝藏族乡、峰堆乡、城台乡和达拉土族乡。

## 交通
- 109国道过境。
- 京藏高速过境。
- 兰新高铁过境。

## 旅游
- 瞿昙寺，全国重点文物保护单位，始建于明初。瞿昙寺每年的花儿会是青海著名的民间活动。
- 柳湾墓地，国家级文物保护单位，位于乐都县境内湟水北岸的高庙镇柳湾村。是新石器时期墓地遗址。现建有青海柳湾彩陶博物馆。

## 特产
乐都沙果、乐都藏香猪：中国地理标志产品。